# Arthur Longmore
Arthur Longmore, né le 8 octobre 1885 à St Leonards (en) en Australie et mort le 10 décembre 1970 à Sunningdale en Angleterre, est un aviateur de l'aéronautique navale de la première heure. Il termine sa carrière comme Air chief marshal dans la Royal Air Force. Il est commandant en chef du RAF Middle East Command (en) de 1940 à 1941.
Dès son jeune âge il se passionne pour la marine mais découvre, vers 1910, l'aviation. Pionnier, ayant obtenu le 72e brevet en 1911, il s'engage alors dans diverses innovations techniques pour le Royal Naval Air Service, notamment l'élaboration d'hydravions. Il est le premier pilote à piloter un avion de la terre à l'eau en Angleterre. Durant la Première Guerre mondiale, il est le premier pilote à larguer une torpille depuis un avion. S'il débute la guerre dans l'aviation, en 1916, il est transféré dans le croiseur de bataille HMS Tiger et participe à la bataille du Jutland. Après la bataille, il quitte définitevement les affectations en mer et rejoint l'état-major commandant en chef de la Méditerranée où il y est responsable des opérations aériennes. À la création de la Royal Air Force, il est nommé lieutenant-colonel et obtient un commandant à Tarente. Ses actions lui valent de recevoir l'ordre du Service distingué en 1919.
À partir de 1920, il rejoint définitivement la Royal Air Force. Il occupe divers postes, dont le poste de group captain au sein de l'état-major de l'armée de l'air en Irak. De retour en Angleterre en 1925, Arthur Longmore commande successivement l'Inland Area et la Coastal Area, qui deviendront respectivement le Fighter Command et le Coastal Command. Ils luttent constamment pour préserver ses forces contre les réductions et les économies massives et essaye de promovoir des relations plus étroites entre les trois armées. Il est finalement muté au Moyen-Orient, comme air officer commanding où il fait face aux forces aériennes italiennes en Afrique du Nord, en Grèce et en Abyssinie. S'il arrive à les repousser, ses demandes incessantes de renfort irrite Churchill et il finalement démis de ses fonctions en 1941. Il prend sa retraite de la RAF définitive en 1944. Il consacre son temps à la Commonwealth War Graves Commission, dont il est vice-président. Il meurt 10 décembre 1970 à son domicile.

## Jeunesse et premiers vols
Arthur Murray Longmore naît le 8 octobre 1885 à St Leonards (en) en Nouvelle-Galles du Sud,. Il est le plus jeune fils de Charles Croker Longmore et de Janet Murray. À 7 ans, il rentre en Angleterre et rejoint la Benges School, à Hertford et puis la  (en). Il acquiert un goût pour la marine dès son adolescence et rejoint le Dartmouth Naval College en 1900 et le navire d'entraînement pour cadets Britannia,. En 1904, il rejoint la Royal Navy comme officier subalterne.
En parallèle de la marine, il développe un intérêt pour l'aviation. Par hasard, en 1910, il se trouve près de l'île de Sheppey où se situe une des premières écoles d'aviation. Il est si enthiousiaste qu'il est sélectionné par la marine, avec trois autres officiers, pour y effectuer une formation de pilote,.

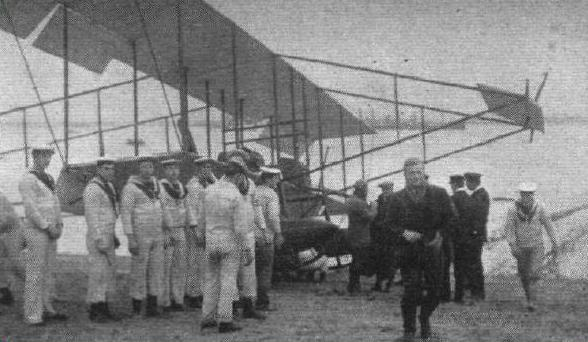
Le lieutenant Arthur Longmore (en manteau sombre marchant vers la caméra à droite) juste après avoir effectué un amerrissage avec son biplan (le « Short S.38 »).

Après seulement deux mois, il obtient le 25 avril 1911 le brevet de pilotage n°72, délivré par le Royal Aero Club,,. Il reçoit sa licence en même temps que deux autres pionniers de l'aviation navale, Charles Rumney Samson (en) et Wilfred Parke (en). Le 1er décembre 1911, il devient le premier homme à piloter un avion de la terre à l'eau en Angleterre, un exploit qu'il réalise à bord d'un biplan Short Brothers sur la Medway, au large du port de Sheerness. Avec la société, il avait conçu un moyen de monter des coussins d'air aérodynamiques sur les montants du train d'atterrissage et sous la queue d'un biplan Short Improved S.27 portant le numéro de construction S.38 - souvent appelé par la suite le « Short S.38 ».
L'année suivante, il rejoint la nouvelle formée Central Flying School comme instructeur de vol où il rencontre John Salmond. Il forme également Godfrey Paine (en), le premier commandant de l'école, ainsi que Hugh Trenchard, qui jouera un rôle important dans la création de la Royal Air Force.
Il quitte rapidement la Central Flying School et prend les commandes de la base aérienne de Cromarty où il développe divers hydravions à RNAS Calshot (en). À l'époque, ce type d'avions est vu comme la meilleure solution pour la Royal Navy, avant l'avènement des porte-avions.

## Première Guerre mondiale
Lorsque la Première Guerre mondiale éclate, Arthur Longmore est envoyé à Dunkerque. Il effectue les premières missions de bombardement de l'aviation, au cours desquelles les petites bombes sont littéralement jetées par-dessus bord, depuis le cockpit. Le 28 juillet 1914, il réussit à lancer la première torpille à partir d'un avion, aux commandes du Short Admiralty Type 81 (en) « 121 ».
Ces diverses opérations de bombardement sont néanmoins désordonnées et largement inefficaces. Arthur Longmore est alors chargé de former et de commander la première escadrille (en) du Royal Naval Air Service. Celle-ci remporte un succès considérable dans la région de Dunkerque contre les Zeppelins, qui commencent alors à attaquer l'Angleterre de plus en plus fréquemment.
En 1916, il est transféré à nouveau en mer comme officier sur le croiseur de bataille HMS Tiger ; pendant son service à bord du Tiger, il prend part à la bataille du Jutland. Cette expérience l'amène à être « [...] très critique à l'égard de l'utilisation insuffisante des avions au cours de la bataille, estimant qu'ils auraient pu apporter une contribution inestimable dans le cadre d'un rôle de reconnaissance. ».
Il s'agit de sa dernière affectation en mer et après un bref passage à Londres au sein de l'Air Board, il devient wing captain pour le Royal Navar Air Service. Il rejoint l'état-major commandant en chef de la Méditerranée situé à Malte,. Il y est responsable des opérations aériennes,. La Royal Air Force est créée le 1er avril 1918 et il devient lieutenant-colonel. Il est nommé commandant du groupe de l'Adriatique à Tarente, poste qu'il occupe jusqu'à l'armistice en novembre. Sa campagne contre les bases de sous-marins en Méditerranée lui vaut d'être décoré de l'ordre du Service distingué en 1919.

## Carrière au sein de la RAF

### Début de la RAF
Il obtient une commission permanente dans la Royal Air Force en 1920. Il occupe divers postes dont air officer commanding du No. 3 Group, le commandement du RAF Depot en 1921 avant d'être affecté en Irak en 1923 en tant que group captain au sein de l'état-major de l'armée de l'air,. Il prouve que la RAF peut exercer un large contrôle aérien, dans de vastes zones peu peuplées et accidentées. Son travail est ensuite étendu à Aden et à d'autres théâtres d'opérations.
Il est nommé compagnon de l'Ordre du Bain à son retour au pays en 1925 et devient Director of Equipment du ministère de l'Air. Il quitte ce poste pour commander le Royal Air Force College Cranwell (en) jusqu'en 1929. Il y obtient le grade d'air vice-marshal à l'âge de 45 ans. Après avoir quitté Cranwell, Arthur Longmore commande successivement l'Inland Area et la Coastal Area, qui deviendront respectivement le Fighter Command et le Coastal Command. Ils luttent constamment pour préserver ses forces contre les réductions et les économies massives qui prévalent. En 1933, il est promu air marshal et devient commandant de l'Imperial Defence College en 1936. Il y consacre beaucoup de temps et d'efforts, sans succès, à promovoir des relations plus étroites entre les trois armées.

### Seconde Guerre mondiale

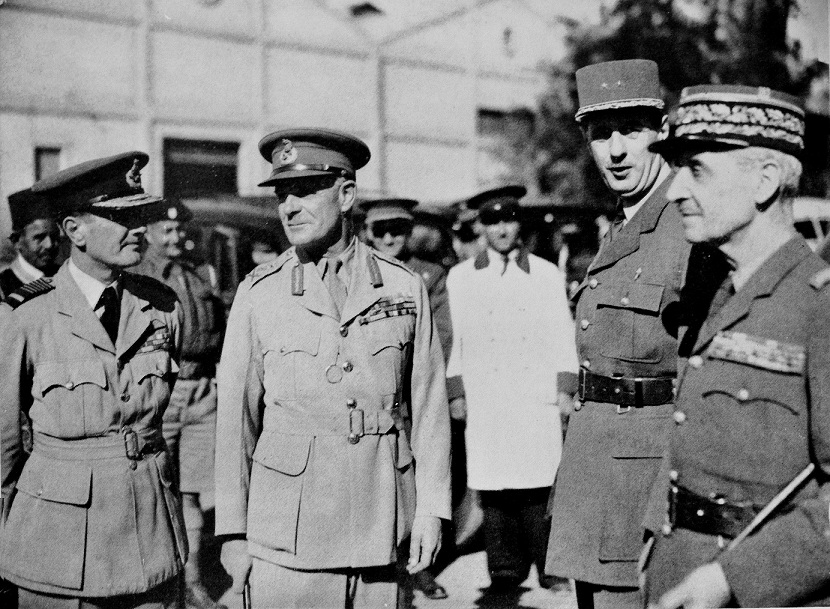
De gauche à droite : l'air chief marshal Arthur Longmore, le général Archibald Wavell, le général Charles de Gaulle et le général Georges Catroux.

Durant une courte période entre 1939-1940, il est s'occupe du RAF Training Command (en) où il joue un rôle important, notamment en lançant un programme d'entraînement aérien dans l'empire. Celui-ci connaît un grand succès et des milliers d'équipages sont formés en temps de guerre au Canada, en Rhodésie, en Australie et en Nouvelle-Zélande. Il est néanmoins muté au Moyen-Orient comme air officer commanding. Lorsqu'il prend son commandement, le théâtre européen accapare le gros des avions et les équipements moderes. L'Italie déclaire la guerre et Longmore se retrouve engagné contre les forces aériennes italiennes en Afrique du Nord, en Grèce et en Abyssinie. Il arrive à améliorer et moderniser lentement ses escadrons, notamment en Grèce.
Même si en décembre 1940 l'offensive dans le désert occidental est lancé et est un succès (de courte durée car l'Allemagne vient en aide à son allié italien), Arthur Longmore ne jouit pas longtemps de la pleine confiance de Winston Churchill à ce poste et est relevé de son commandement en mai 1941,. Le Oxford Dictionary of National Biography dit ce qui suit de Longmore au cours des premiers mois de 1941 :

« Les demandes constantes de renforts de Longmore ont attiré l'attention de Churchill, qui détestait les pessimistes et les commandants supérieurs qui se plaignaient de leur manque de ressources. Après une correspondance acerbe, dans laquelle Churchill accusait Longmore de ne pas utiliser correctement les effectifs et les avions dont il disposait, Longmore fut rappelé à Londres en mai 1941. L'air chief marshal Sir Arthur Tedder lui succède au Moyen-Orient. »

Son dernier rôle avant sa retraite officielle en 1942 est celui d'inspecteur général de la RAF. Il est nommé la même année grand-croix de l'Ordre du Bain.

## Retraite
Arthur Longmore retourne chez lui dans le Linconshire où il est candidate conservateur à l'élection partielle dans la circonsription électorale de Grantham en 1942. Il n'est pas élu. Sa carrière à la RAF reprend en août 1943 lorsqu'il est rappelé pour siéger au comité de planification post-hostilités, qui examine les problèmes liés au remodelage des pays combattants en temps de paix. Il prend sa retraire définitive en mai 1944 mais continue à l'effort de guerre en rejoignant une organisation bénévole, le « yachtsmen's emergency service ». Passionné de voile depuis toujours, Arthur Longmore reste d'une utilité en assurant le transport de la flotte d'invasion qui se forme dans les ports de la Manche.
De la fin de la guerre jusqu'à sa mort, il consacre énormément de temps à Commonwealth War Graves Commission, dont il est vice-président. Ses mémoires, From Sea to Sky 1910-1945, sont publiées en 1946.

## Décès
Arthur Longmore meurt le 10 décembre 1970 à son domicile à Sunningdale dans le Berkshire. Avant sa mort, il avait exprimé le souhait que ses cendres soient dispersées au-dessus du Solent, ce qui est fait en janvier 1971 par quatre avions de patrouille maritime Hawker Siddeley Nimrod.

## Élection partielle de Grantham, 1942
Longmore est le candidat conservateur à l'élection partielle de Grantham en 1942, provoquée par l'anoblissement du député conservateur en place, Victor Warrender, en tant que Baron Bruntisfield.
Le jour du scrutin est fixé au 25 mars 1942. À la clôture des inscriptions, le scrutin révèle une compétition entre le conservateur Longmore et l'indépendant Kendall. Longmore reçoit une lettre de soutien commune de tous les leaders des partis de la coalition.
Kendall est d'abord soutenu par le Grantham Labour Party, qui lui retire ensuite son soutien sur ordre du siège du parti. Le parti fait profil bas pendant la campagne, bien qu'il doit empêcher Montague Moore, le précédent candidat travailliste, et quelques autres membres du parti travailliste local de soutenir activement Kendall.
La guerre ne se déroule pas bien pour les Alliés ; les Russes sont repoussés, les Japonais ont pris Singapour et nombreux sont ceux qui demandent à la Grande-Bretagne de créer un « second front » en Europe. Le populaire politicien travailliste Stafford Cripps, qui est revenu en Grande-Bretagne après avoir été ambassadeur en Russie, intègre le cabinet de guerre de Churchill.
L'un des tracts de campagne de Kendall proclame que « Denis Kendall est un autre Stafford Cripps. Indépendant mais churchillien ».
Kendall révèle les chiffres de production en temps de guerre dans ses discours électoraux pour critiquer le gouvernement, mais d'une manière qui enfreint les lois sur les secrets officiels et la défense du royaume.
Le parti communiste de Grantham, conformément à la position adoptée par son siège national, fait circuler un tract incitant les électeurs à voter pour le conservateur Longmore, afin de montrer leur solidarité avec l'Armée rouge.

### Résultat
Kendall gagne et devient le premier indépendant à vaincre un candidat du gouvernement depuis le début de la guerre.

## Vie privée
Le 23 avril 1913, Arthur Longmore épouse Marjorie Maitland, la fille de William James Maitland; ils ont une fille et trois fils.
Deux de ses fils rejoignent la RAF, et l'un des deux est tué au combat en 1943 alors qu'il servait dans un escadron anti-sous-marin du Coastal Command. L'autre rejoint la Royal Artillery.
Sa femme décède en 1959 et il a épousé en secondes noces, le 20 mai 1960, Enid, veuve du lieutenant-colonel Geoffrey Bolster et fille du colonel M. R. de B. James.

## Titres et distinctions
- 1915 :  Officier de l'ordre de la Couronne[1]
- 1916 :  Chevalier de la Légion d'honneur[1]
- 1919 :  Ordre du Service distingué[2]
- 1919 :  Officier de l'ordre des Saints-Maurice-et-Lazare

- 1919 : Croix du Mérite de guerre (Italie)[1]
- 1925 :  Ordre du Bain (compagnon)[2]
- 1935 :  Ordre du Bain (chevaliers commandeurs)[2]
- 1938 : Deputy Lieutenant du Lincolnshire[1]
- 194? : Croix de guerre (Grèce)[1]
- 1942 :  Ordre du Bain (grand-croix)[2]